# Jeremy Antonisse
Jeremy Antonisse (Rosmalen, 29 maart 2002) is een Nederlands voetballer die als aanvaller voor Moreirense FC speelt. Hij debuteerde op 26 januari 2021 voor het eerste elftal van PSV.

## Carrière
Jeremy Antonisse speelde in de jeugd van OJC Rosmalen en PSV, waar hij in 2019 een contract tot medio 2022 tekende. Hij debuteerde in het betaald voetbal voor Jong PSV op 30 november 2020, in de met 0-1 verloren thuiswedstrijd tegen SC Cambuur. Hij kwam in de 81e minuut in het veld voor Mohammed Amin Doudah. Op 5 december 2020 maakte hij zijn basisdebuut in de met 1-1 gelijkgespeelde thuiswedstrijd tegen Roda JC Kerkrade.
Op 26 januari 2021 debuteerde Antonisse voor het eerste elftal van PSV in de eredivisiewedstrijd tegen FC Emmen (0-2 winst). Hij mocht in de 90e minuut invallen voor Donyell Malen.

### Statistieken
| Seizoen                   | Club           | Land           | Competitie     | Competitie | Competitie | Beker | Beker | Totaal | Totaal |
| Seizoen                   | Club           | Land           | Competitie     | Wed.       | Dlp.       | Wed.  | Dlp.  | Wed.   | Dlp.   |
| ------------------------- | -------------- | -------------- | -------------- | ---------- | ---------- | ----- | ----- | ------ | ------ |
| 2020/21                   | Jong PSV       | Nederland      | Eerste divisie | 24         | 1          | –     | –     | 24     | 1      |
| 2020/21                   | PSV            | Nederland      | Eredivisie     | 1          | 0          | –     | –     | 1      | 0      |
| 2021/22                   | PSV            | Nederland      | Eredivisie     | 0          | 0          | –     | –     | 0      | 0      |
| 2021/22                   | Jong PSV       | Nederland      | Eerste divisie | 19         | 1          | –     | –     | 19     | 1      |
| 2022/23                   | Jong PSV       | Nederland      | Eerste divisie | 18         | 3          | –     | –     | 18     | 3      |
| 2022/23                   | FC Emmen       | Nederland      | Eredivisie     | 13         | 1          | 1     | 0     | 14     | 1      |
| Carrièretotaal            | Carrièretotaal | Carrièretotaal | Carrièretotaal | 75         | 6          | 1     | 0     | 76     | 6      |
| Bijgewerkt op 4 juli 2023 |                |                |                |            |            |       |       |        |        |

### Interlandcarrière
Jeremy Antonisse speelde tussen 2018 en 2019 drie jeugdinterlands voor het Nederlands voetbalelftal onder 17. In november 2020 werd hij geselecteerd voor een trainingsstage bij het Curaçaos voetbalelftal, wat door de coronacrisis geen interlands speelde.